# Esqui cross-country nos Jogos Olímpicos de Inverno de 1928
O esqui cross-country nos Jogos Olímpicos de Inverno de 1928 teve duas provas: de 50 km e de 18 km. Ambas foram disputadas apenas por homens.

## Medalhistas
Masculino
| Evento         | Ouro                             | Prata                     | Bronze                      |
| -------------- | -------------------------------- | ------------------------- | --------------------------- |
| 18 km detalhes | Johan Grøttumsbråten NOR Noruega | Ole Hegge NOR Noruega     | Reidar Ødegaard NOR Noruega |
| 50 km detalhes | Per-Erik Hedlund SWE Suécia      | Gustaf Jonsson SWE Suécia | Volger Andersson SWE Suécia |

## Quadro de medalhas
| Ordem | País        | Medalha de ouro | Medalha de prata | Medalha de bronze |   | Ordem por total |
| ----- | ----------- | --------------- | ---------------- | ----------------- | - | --------------- |
| 1     | NOR Noruega | 1               | 1                | 1                 | 3 | 1               |
| 1     | SWE Suécia  | 1               | 1                | 1                 | 3 | 1               |
| TOTAL | TOTAL       | 2               | 2                | 2                 | 6 | —               |

## Países participantes
Um total de 71 esquiadores de 15 países comepetiram nos Jogos. Esquiadores da Áustria, Canadá, Hungria e Estados Unidos competiram apenas na prova de 18 km:
| - GER Alemanha (5) - AUT Áustria (1) - CAN Canadá (2) - TCH Checoslováquia (6) - USA Estados Unidos (3) - FIN Finlândia (7) - FRA França (8) - HUN Hungria (1) | - ITA Itália (4) - YUG Iugoslávia (6) - JPN Japão (5) - NOR Noruega (7) - POL Polônia (4) - SWE Suécia (6) - SUI Suíça (6) |